# Chester (comté d'Orange, New York)
Ne doit pas être confondu avec Chester (village, New York).
Pour les articles homonymes, voir Chester.
Chester est une ville du comté d'Orange, dans l'État de New York, aux États-Unis,. En 2020, elle comptait une population de 12 646 habitants.

## Démographie
Lors du recensement de 2010, la ville comptait une population de 11 981 habitants, tandis qu'en 2020, elle en compte 12 646.